# Boreaszok
A boreaszok (görögül: Βορεάδαι) a görög mitológiában Boreasz, az északi szél istene és Oreithüia hercegnő, Erekhtheusz athéni király leányának szárnyas fiai. Nevük Kalaisz és Zétész. Kleopátra és Khióné fivérei. Akárcsak apjuk, a szelet testesítették meg, gyors és heves cselekvés jellemezte őket. A boreaszok részt vettek az argonauták expedíciójában. A hadjárat idején ők kergették el a Phineuszt, Kleopátra férjét gyötrő harpüiákat. Egy másik mítosz szerint a Boreaszok kiszabadították húgukat, Kleopátrát, és annak fiait, akiket láncra verve tömlöcben tartott Phineusz második felesége. Amikor az argonauták Khiosz szigetén időztek, a boreaszok ragaszkodtak ahhoz, hogy folytassák az utazást, nem várva be Héraklészt, aki az elveszett Hülasz keresésére indult. Egy másik változat szerint a boreaszokat Héraklész megölte Ténosz szigetén, megtorlásul, hogy otthagyták Khioszon. Sírjuk fölé Héraklész két sziklát gördített, melyek mozogtak és zengő hangot hallattak, amikor feltámadt az északi szél. Ismét egy másik mítosz szerint a boreaszok azért pusztultak el, mert úgy rendelte nekik a sors, hogy meg kell halniuk, ha nem tudják utolérni valamennyi Harpüiát.